# Ajos Amwrosios (dystrykt Limassol)
Ajos Amwrosios (gr. Άγιος Αμβρόσιος) – wieś w Republice Cypryjskiej, w dystrykcie Limassol. W 2011 roku liczyła 323 mieszkańców.